# Stiphodon semoni
Stiphodon semoni är en fiskart som beskrevs av Weber, 1895. Stiphodon semoni ingår i släktet Stiphodon och familjen smörbultsfiskar. IUCN kategoriserar arten globalt som otillräckligt studerad. Inga underarter finns listade i Catalogue of Life.